# Josep de Togores i Llach
Josep de Togores i Llach (Cerdanyola del Vallès, 19 de juliol de 1893 - Barcelona, 17 de juny de 1970) fou un pintor català.

## Biografia
Fill de Josep de Togores i Muntades, que va ser president de l'Associació de Clubs de Futbol de Barcelona i cofundador del diari El Mundo Deportivo. Als 13 anys Togores pateix una meningitis i es queda sord, cosa que el fa interessar-se per la pintura i començar la seva formació artística amb Joan Llaverias, Fernández de la Torre i Fèlix Mestres.
Gràcies a una beca de l'Ajuntament de Barcelona, el 1907 marxa a París, on entra en contacte amb l'obra de Paul Cézanne. Durant un temps de la seva estada a París va compaginar la pintura amb la crítica d'art. Més endavant, a Brussel·les, pinta un quadre (El Boig de Cerdanyola) que és premiat a l'Exposició Internacional de Brussel·les i és adquirit pel govern belga. Poc després pinta un retrat del compositor Enric Granados (Barcelona, Museu de la Música) i comença una etapa impressionista en la seva obra.
Un altre cop a Catalunya, Togores exposa a la sala de La Publicidad de Barcelona el 1917 i entra a formar part de l'Agrupació Courbet de Barcelona, i un cop finalitzada la Primera Guerra Mundial torna a marxar, aquest cop a París, on entra en contacte amb el surrealisme gràcies a la seva relació amb artistes com Georges Braque, Modigliani, Arístides Maillol, Max Jacob o Picasso, arribant a signar un contracte d'exclusivitat amb el marxant d'aquest, Daniel-Henry Kahnweiler, fins al 1931. Aquest és el seu període més surrealista i experimental. El 1924 exposa a Berlín, el 1926 a Barcelona (Sala Parés), amb èxit ressonant, i el 1928 a Madrid. Durant els anys vint comença a ser reconegut per Europa i durant els anys següents explora diferents estils com el cubisme o l'academicisme, deixant-se influir per les avantguardes de l'època i arribant a tenir influències del classicisme.
El 1924, a París, va conèixer Antònia Berchtold (1903-2010), una austríaca d'Innsbruck. Amb el temps es van casar, el padrí de noces fou Daniel-Henry Kahnweiler. Van tenir tres filles, Roser, Teresa i Maria Antònia.
El 1932, un altre cop a Barcelona, canvia de marxant, començant la seva relació amb Francesc Cambó, que el protegeix, i començant a pintar retrats de l'alta societat catalana. El 1935 exposa de nou a la Sala Parés. Amb la Segona Guerra Mundial van desaparèixer moltes de les seves obres en caure en mans de marxants i col·leccionistes, la qual cosa va suposar la caiguda de popularitat del pintor. Tot i així, l'any 1940 participava en una exposició col·lectiva que va organitzar l'Acadèmia de Belles Arts de Sabadell.
Va morir el 1970 a causa d'un accident de trànsit, atropellat al Passeig de Gràcia de Barcelona.

## Obra
Degut a diferents trastorns de personalitat, Togores va veure's influenciat per diferents estils al llarg de la seva vida, des de la influència que va tenir Cézanne en la seva pintura inicial fins al realisme dur, passant pel classicisme, el cubisme, la recuperació del classicisme, el surrealisme i tornada a la figuració.
Actualment es poden trobar quadres seus al MNAC (com ara, Primavera de la vida, Noies catalanes i Printània), al Museu d'Art de Cerdanyola, al Museu de la Música de Barcelona, a la Biblioteca Museu Víctor Balaguer de Vilanova i la Geltrú o bé al Museu Reina Sofia de Madrid. Igualment, conserven obra de Josep de Togores els museus següents:
- Vinseum. Museu de les cultures del vi de Catalunya, Vilafranca del Penedès
- Museu del Mar, Lloret de Mar
- Museu d'Història de l'Hospitalet de Llobregat
- Vil·la Casals-Museu Pau Casals d'El Vendrell
- Museu d'Art de Sabadell
- Museu de Montserrat
- Museu de Valls
- Museu Municipal de Tossa de Mar